# Lasius jensi
Lasius jensi es una especie de hormiga del género Lasius, tribu Lasiini, familia Formicidae. Fue descrita científicamente por Seifert en 1982.

## Distribución
Se distribuye por Armenia, Georgia, Corea del Norte, Austria, Bélgica, Bulgaria, República Checa, Alemania, Grecia, Hungría, Montenegro, Polonia, Rusia, Eslovenia y España.

## Hábitat
Habita en praderas rocosas y bosques caducifolios.